# Szymanki
Szymanki (dawniej Klein Schiemanen) – wieś w Polsce położona w województwie warmińsko-mazurskim, w powiecie szczycieńskim, w gminie Wielbark. W latach 1975–1998 miejscowość administracyjnie należała do województwa olsztyńskiego.
Wieś mazurska, ulicówka, o zwartej i murowanej zabudowie, położona przy drodze Szczytno-Warszawa, wymieniana w dokumentach już w 1780 r. Czterdzieści lat później, w 1820 wieś została powiększona o nowe grunty.